# Gufroni Al Maruf
Gufroni Al Maruf (sinh ngày 30 tháng 11 năm 1996) là một cầu thủ bóng đá người Indonesia hiện tại thi đấu ở vị trí tiền vệ cho Madura F.C. ở Liga 2.

## Sự nghiệp
Anh ra mắt ở Liga 1 ngày 18 tháng 4 năm 2017 trước Persipura Jayapura.